# Канюв (Опольське воєводство)
Канюв (пол. Kaniów, нім. Hirschfelde) — село в Польщі, у гміні Попелюв Опольського повіту Опольського воєводства.
Населення — 330 осіб (2011).

## Демографія
Демографічна структура станом на 31 березня 2011 року:
|          | Загалом | Допрацездатний вік | Працездатний вік | Постпрацездатний вік |
| -------- | ------- | ------------------ | ---------------- | -------------------- |
| Чоловіки | 154     | 27                 | 107              | 20                   |
| Жінки    | 176     | 23                 | 113              | 40                   |
| Разом    | 330     | 50                 | 220              | 60                   |